# Max Manfredi

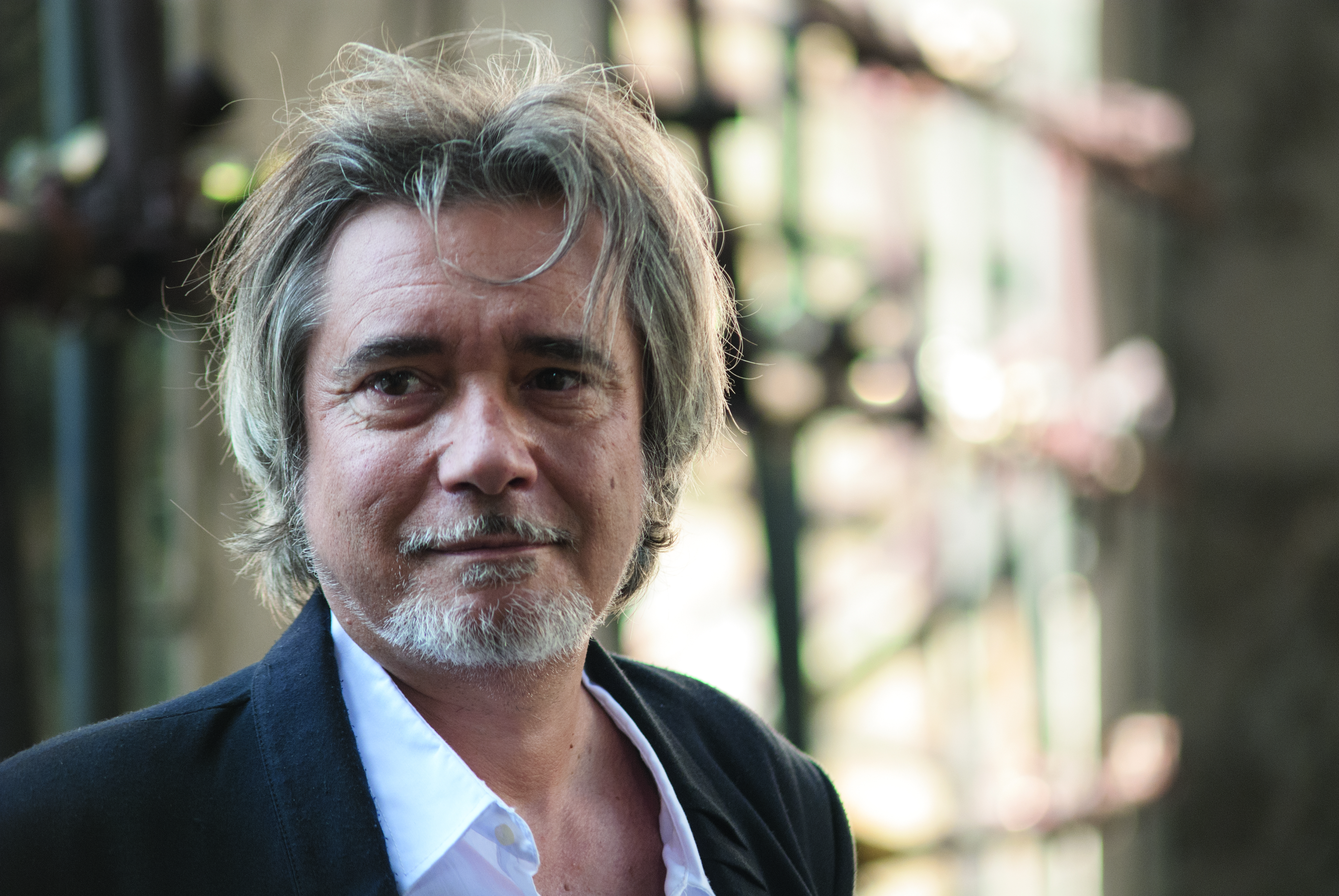
Max Manfredi, 2014

Max Manfredi (* 7. Dezember 1956 in Genua) ist ein Italienischer Cantautore (Liedermacher).

## Leben
Sein zweites Album "Max" enthält ein Duett mit Fabrizio De André, La Fiera della Maddalena.

## Diskografie
- 1990 Le parole del gatto
- 1994 Max
- 2001 L'intagliatore di santi
- 2004 Live in blu
- 2008 Luna persa (Ala Bianca, ABR 128553984-2)
- 2014 Dremong
- 2021 Il grido della fata

## Auszeichnungen
- 1990 Premio Città di Recanati
- 1990 Targa Tenco für Le parole del gatto (bestes Erstlingswerk)
- 1997 Träger des Premio Regione Liguria als "Stammvater der neuen Generation genuesischer Cautautori"
- 2005 Premio Lunezia
- 2005 Premio Lo Cascio 2005
- 2009 Premio Lunezia für Luna persa
- 2009 Targa Tenco für Luna Persa (bestes Album des Jahres)